# ایرپین
ایرپین (به روسی: Ірпінь) در استان کیف در کشور اوکراین واقع شده‌است. جمعیت این شهر ۶۲,۴۵۶ نفر (۲۰۲۱ تخمینی)است.

## نگارخانه

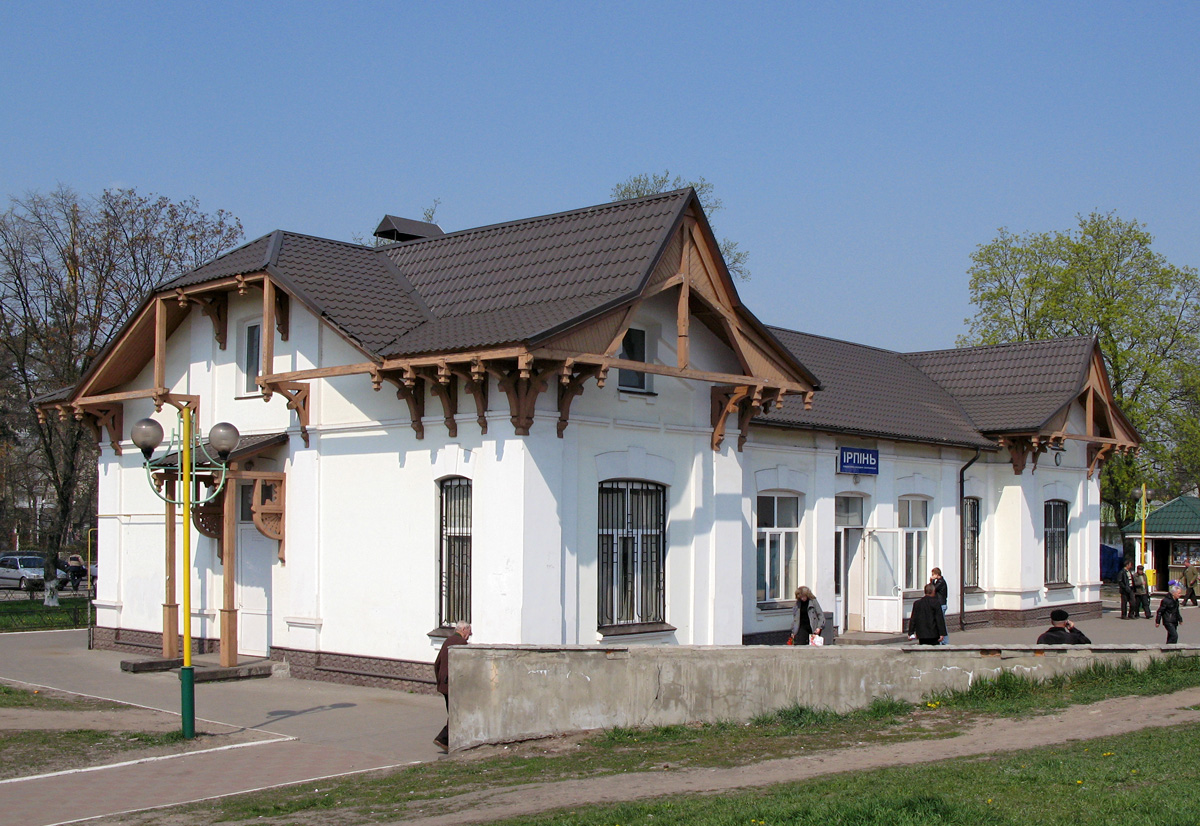
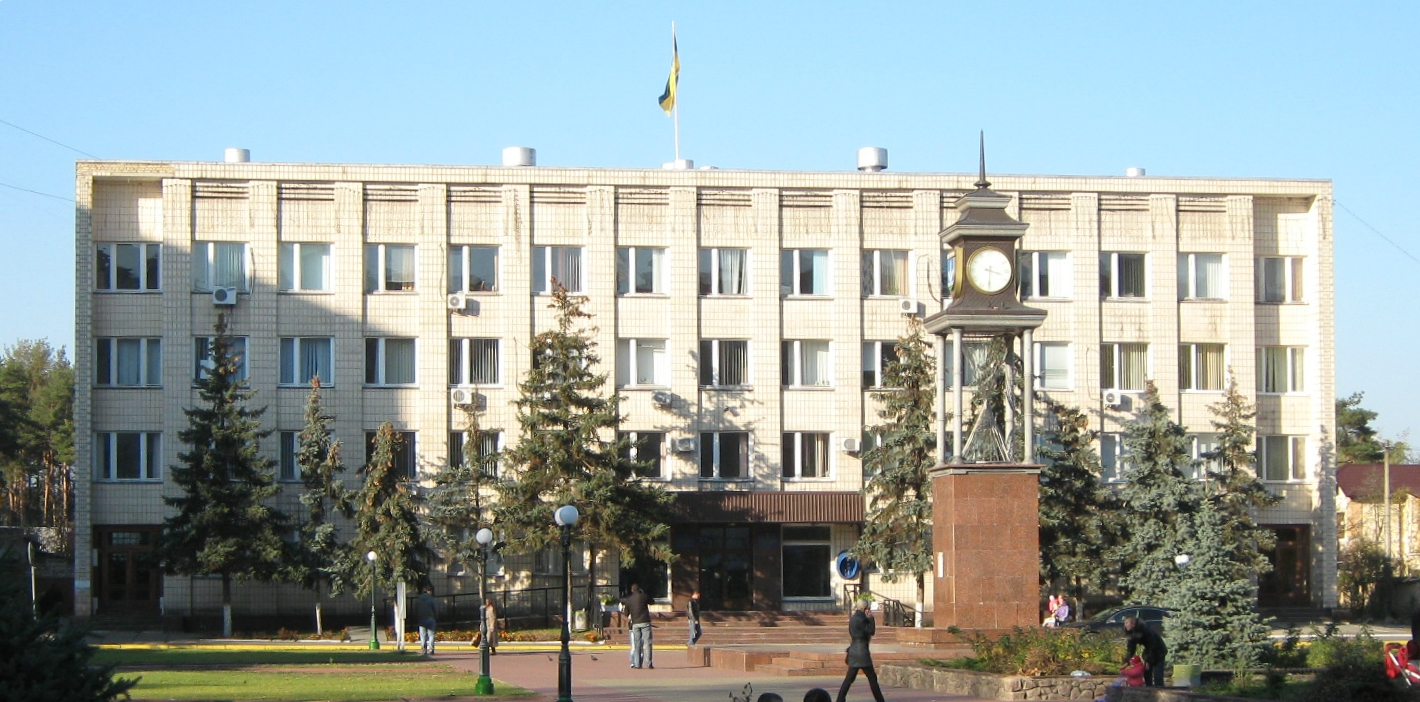
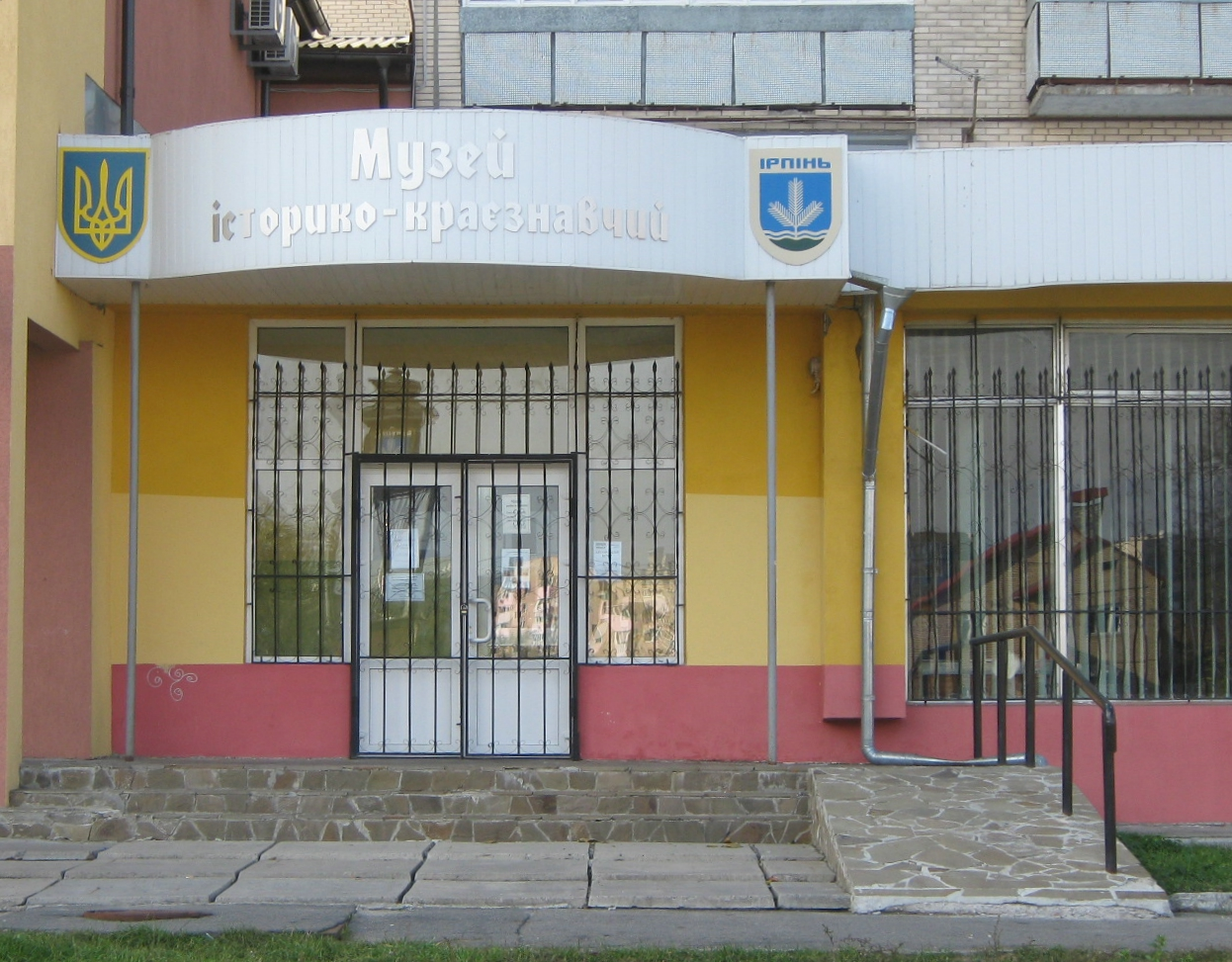
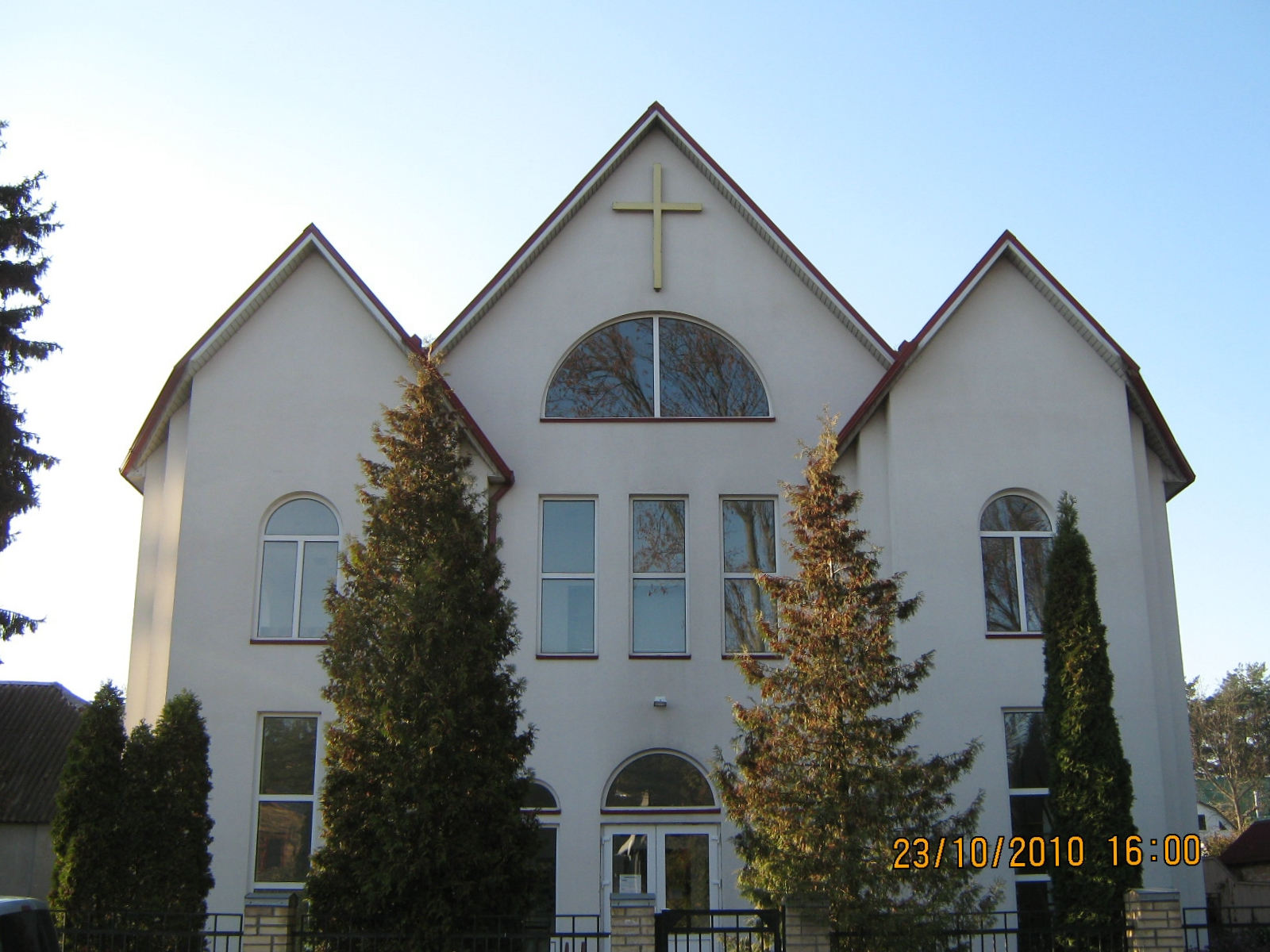
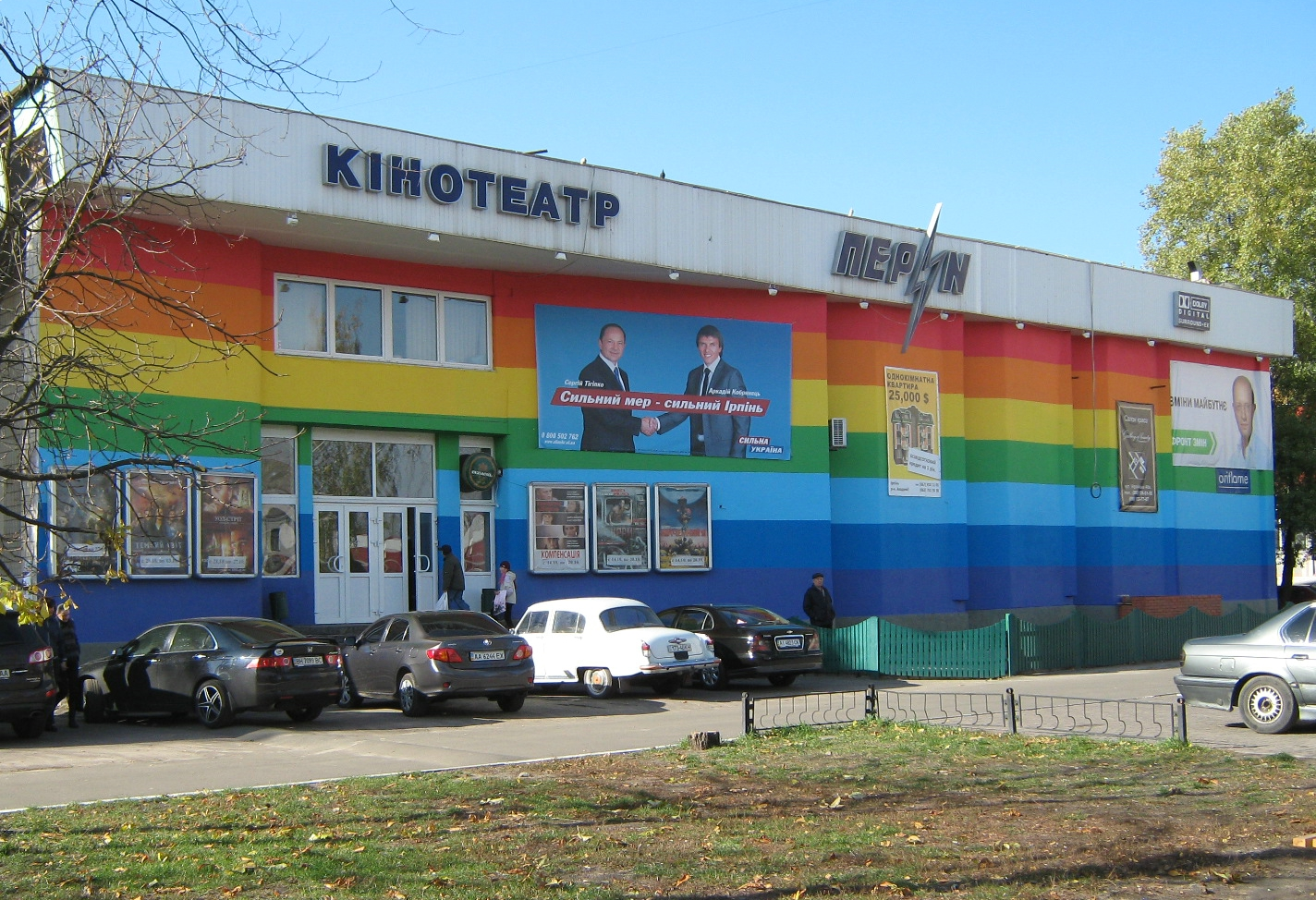
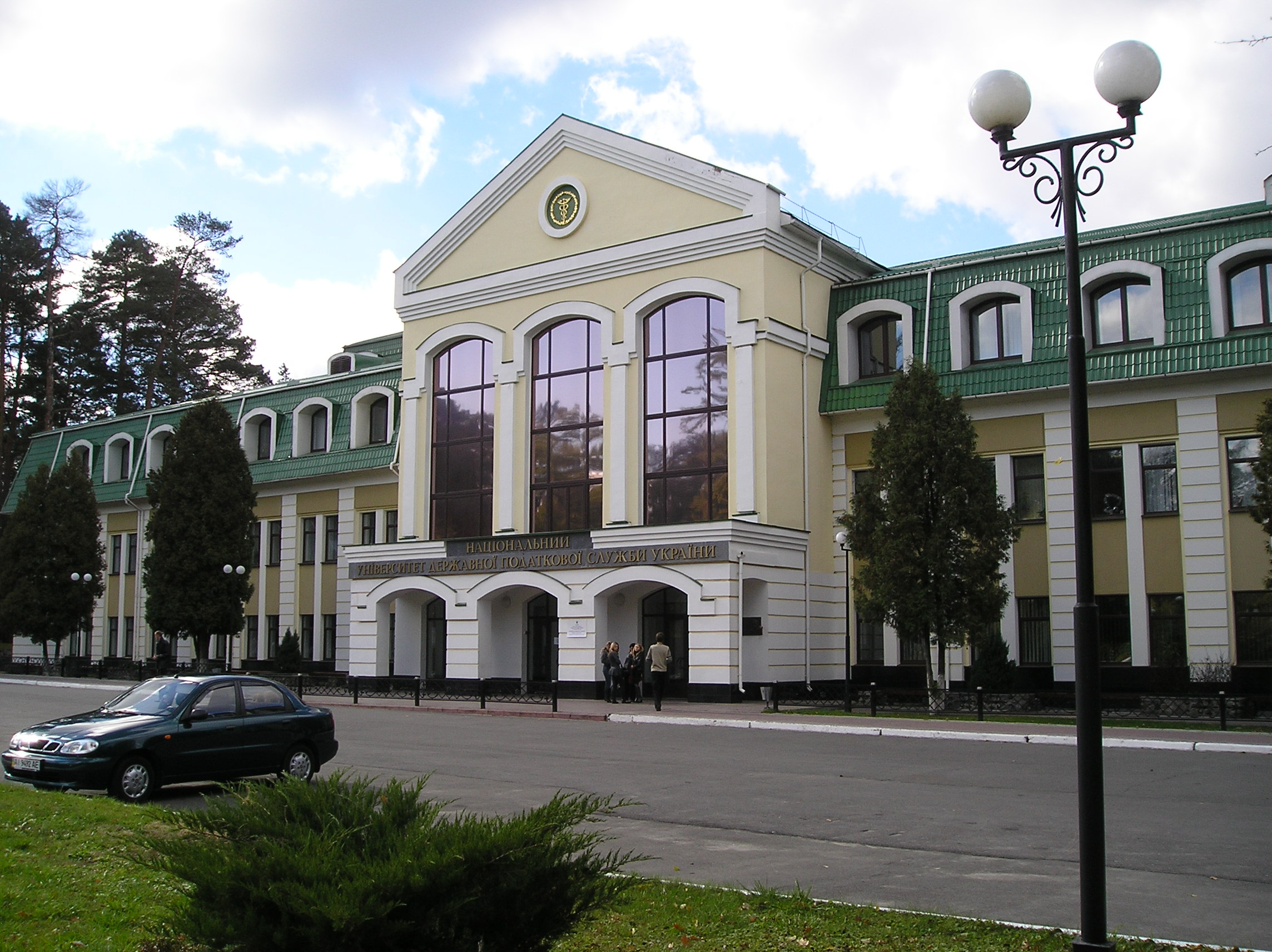
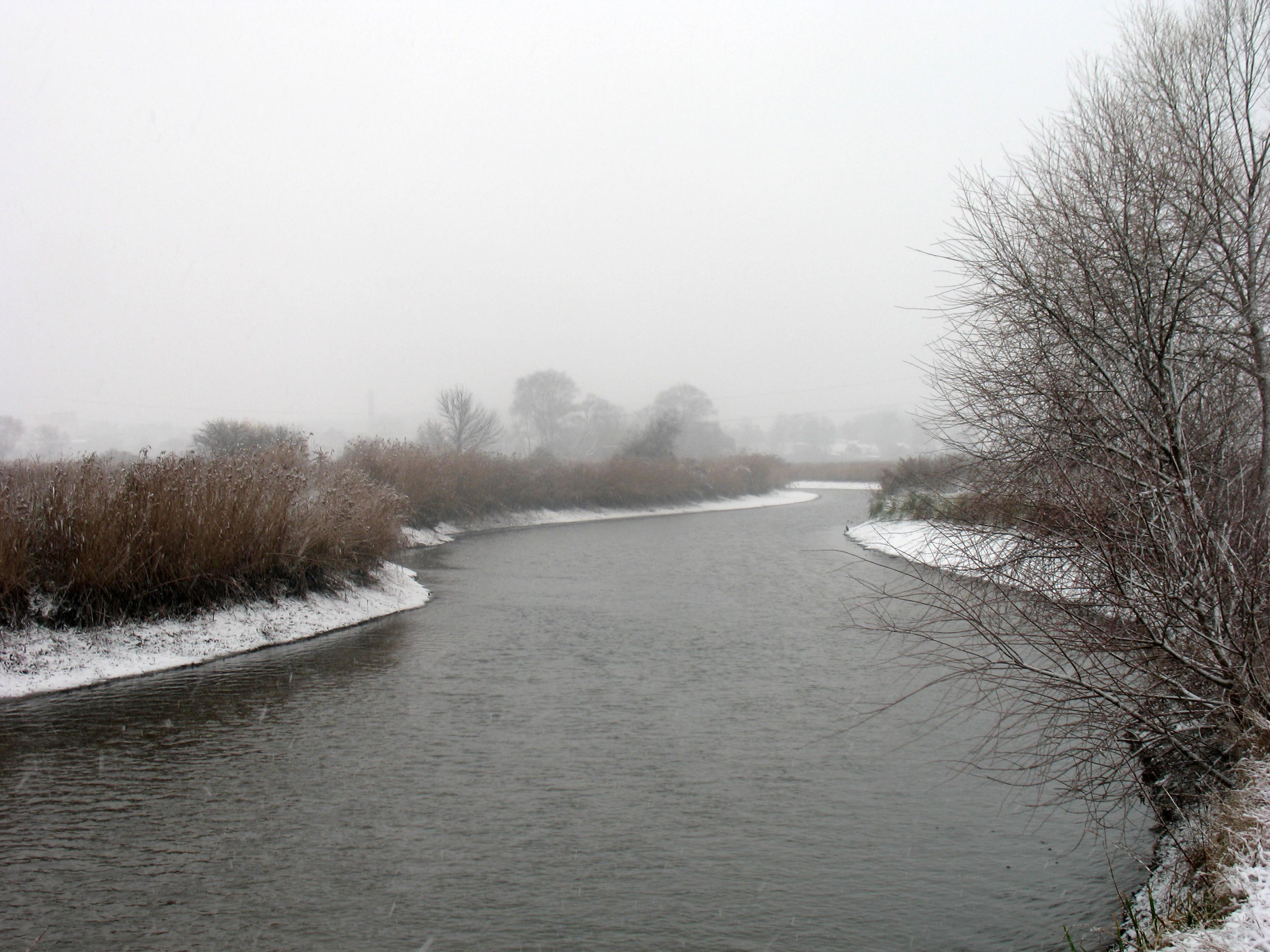